# ビリー・ビール
ビリー・ビール (Billy Beer) は、1977年7月から生産されたアメリカ合衆国のビールの銘柄で、フォールズ・シティ・ブルーイング・カンパニーが手がけていた。このビールはアメリカ合衆国大統領ジミー・カーターの弟であるビリー・カーターが宣伝役を務めていた。しかし、カーターが宣伝を担ってから1年足らずの1978年10月には、生産中止が公表された。実際の醸造を担っていたのは、コールド・スプリング・ブルーイング (Cold Spring Brewing)、ウェスト・エンド・ブルーイング（後のマット・ブルーイング） (West End Brewing)、パール・ブルーイング・カンパニーであった。

## 缶に印刷された宣伝文句
全ての缶には、以下のような宣伝文句と、ビリー・カーターの署名が印刷されていた。
史上最高のビール飲み、ビリー・カーターのために、その個人的承認を受けて大至急醸造されました。
このビールは、私だけのために作らせました。これまで味わった中で最高だと思います。もう沢山味わいました。気に入っていますよ。
Brewed expressly for and with the personal approval of one of AMERICA's all-time Great Beer Drinkers—Billy Carter.
I had this beer brewed up just for me.  I think it's the best I ever tasted.  And I've tasted a lot.  I think you'll like it, too.
カーターは、ビリー・ビールを宣伝していたが、「プライベートではパブストを飲んでいた」という。

## コレクション品として
ビリー・ビールが1978年に生産中止となった後、希少価値があると考えて、ひと缶を数百ドルから数千ドルで売るという新聞広告が出されることがあった。実際には、何百万本もが製造されており、1981年当時の実際の市場価格は50セントから1ドル程度であった。

## 大衆文化の中で
1992年に初放送された『ザ・シンプソンズ』シーズン3第22話（通算57話）「オットーの免許証 (The Otto Show)」で、ホーマー・シンプソンは「コンサートに出かける時の上着 (concert-going jacket)」のポケットからビリー・ビールの缶を取り出すが、これはおそらく、彼が最後にコンサートに出かけたのが大昔のことであり、その時飲んでいたビールが出てきたことを示している。
同じく1997年に初放送された『ザ・シンプソンズ』シーズン9第8話（通算186話）「大発見!天使の化石? (Lisa the Skeptic)」で、ホーマーは、将来、価値が上がるかもしれないと見込んで、ビリー・ビールの缶を溜め込んでいる。そのうちのひと缶を飲んだ彼は切なげに「俺たちは間違ったカーターを選んじゃったな (We elected the wrong Carter)」と語る。